# Artemísio

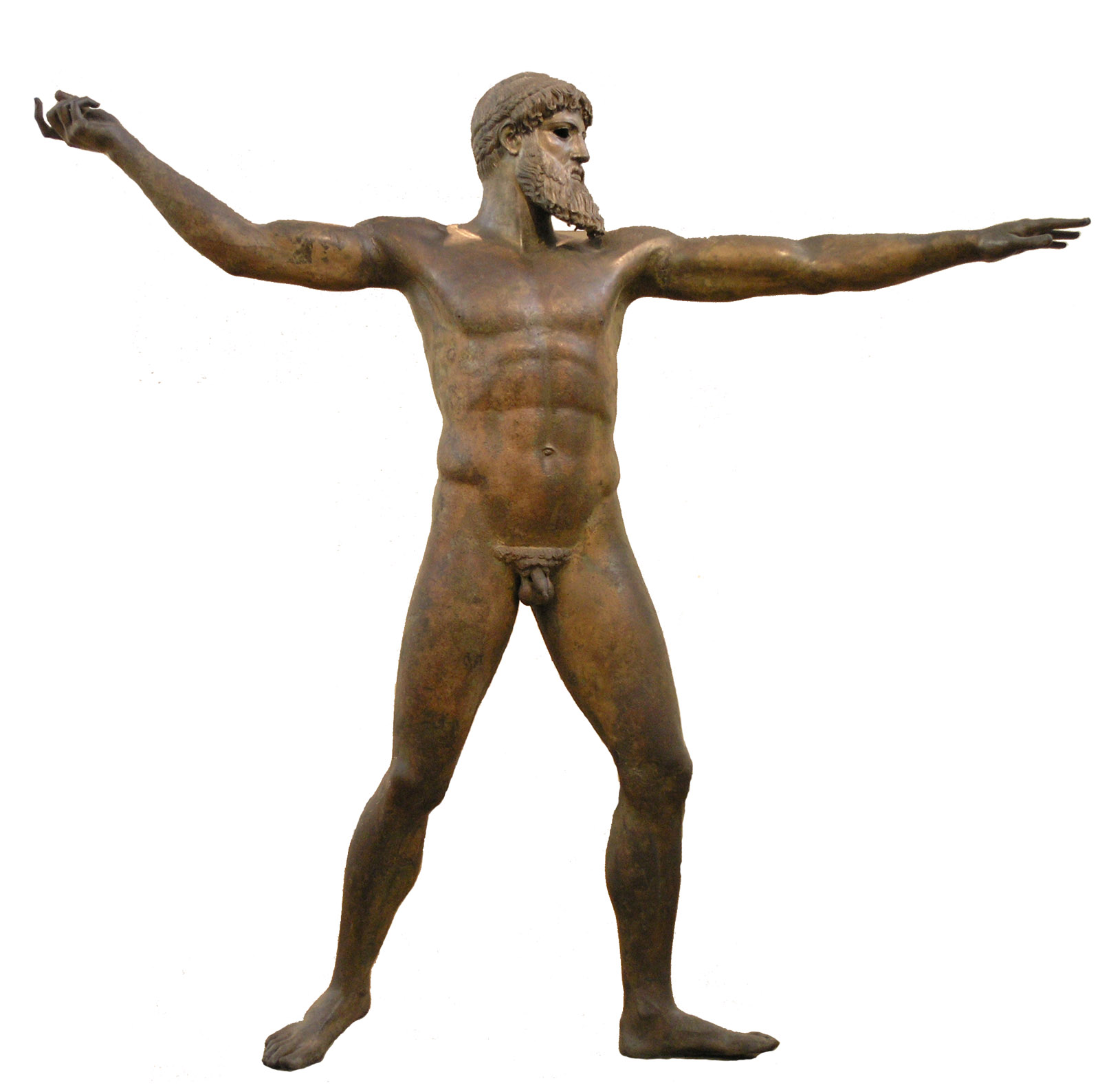
O Deus do Cabo Artemísio, (Museu Arqueológico Nacional de Atenas)

Artemísio (em grego clássico: Ἀρτεμίσιον; romaniz.: Artemísion; em latim: Artemisium) é um cabo no norte da ilha da Eubeia, na Grécia. O famoso molde oco da estátua de Zeus ou de Posídon conhecido como Deus do Cabo Artemísio foi encontrado ao largo deste cabo, num navio afundado, tal como o famoso Ginete de Artemísio, outra estátua de bronze, que representa um cavalo de corrida e seu jóquei.
A Batalha de Artemísio, conjunto de confrontos navais ocorridos durante três dias na Segunda Guerra Médica em 480 a.C., em simultâneo com a mais famosa batalha terrestre das Termópilas, ocorreu ao largo deste cabo.